# 莫舒舒一世
莫舒舒一世（Moshoeshoe I，1786年—1870年3月11日）巴苏陀兰最高酋长，1822年至1870年在位。
出生于今莱索托北部的莫霍亚嫩。他是莫卡查（Mokhachane）的第一个儿子，莫卡查是一个较小的部落。在他早期的童年，他帮助他的父亲控制其他一些较小的部落。在他34岁的时候，莫舒舒成为了部落酋长。他和他的追随者在布塔布泰山定居。
莫舒舒一世的最大亮点是他对被他击败的敌人的友善行为。他对不同的人们提供土地，其作法促進了巴索托民族的形成。他的影响力日渐增大，后来很多追随者与战争难民及灾难受害者们不断前来居住融合。

## 遗产
莫舒舒日是莱索托的国庆节，定于每年的3月11日，即莫舒舒逝世之日。在每年的国庆节莱索托君主都会率团到塔巴博修的莫舒舒墓前敬献花圈，还会举行庆祝游行和其他娱乐活动。
以他的名字命名的莫舒舒一世国际机场是莱索托唯一的国际机场。
南非制造的舒舒布料因莫舒舒一世而得名。莫舒舒一世曾收到过这种布料的礼物，并随后在整个王国中推广了它。 